# G229
G229 est un roman de Jean-Philippe Blondel publié en 2011 chez l'éditeur Buchet/Chastel .
Il a reçu le prix "coup de cœur" du Femina en 2011.

## Résumé
L'auteur embauche comme prof d'anglais au lycée Édouard Herriot de Troyes à 25 ans. Le proviseur lui affecte la salle G229. Il raconte sa vie au lycée ; 18 ans plus tard, il y est encore. Il organise des voyages pédagogiques, il se fait inspecter, il reçoit des parents...